# Клич, Вильгельм
Вильгельм Клич (нем. Wilhelm Klitsch; 25 ноября 1882, Вена — 24 февраля 1941, Вена) — австрийский актёр театра и кино.

## Биография
Вильгельм Клич родился в семье поставщика императорского двора, учился в театральной школе в Арнау. Дебютировал в Раймунд-театре в 1901 году. Работал преимущественно в театре, тем не менее, снялся в нескольких ранних австрийских немых кинолентах. В поздние годы жизни вновь обратился к театру, с 1927 года работал режиссёром. 
С 1932 года преподавал в Академии музыки и исполнительского искусства, с 1933 года руководил новой школой ораторского мастерства. Входил в труппу венского Фолькстеатра.
В 1955 году в честь актёра был назван переулок в венском районе Хитцинг.

## Фильмография
- 1916: Lebenswogen
- 1916: Auf der Höhe
- 1917: Der Verschwender. 1. Teil
- 1917: Der König amüsiert sich
- 1918: So fallen die Lose des Lebens
- 1919: Die Stimme des Gewissens
- 1919: Der Herr des Lebens
- 1919: Seine schwerste Rolle
- 1919: Die Ahnfrau
- 1920: Durch Wahrheit zum Narren